# Charbonnier-les-Mines
 Charbonnier-les-Mines  es una población y comuna francesa, situada en la región de Auvernia, departamento de Puy-de-Dôme, en el distrito de Issoire y cantón de Saint-Germain-Lembron.

## Demografía
| 906 | 917 | 937 | 904 | 813 | 832 |
| Para los censos de 1962 a 1999 la población legal corresponde a la población sin duplicidades (Fuente: INSEE [Consultar]) |     |     |     |     |     |